# Carlo Gambino
Carlo Gambino (Italiano: [ˈkarlo ɡamˈbiːno]; 24 de agosto de 1902 – 15 de outubro de 1976) foi um criminoso ítalo-americano e chefe da Família Gambino. Foi lentamente subindo pelas patentes da Máfia, primeiro na Itália e depois nos Estados Unidos. Após o assassinato de Albert Anastasia, Carlos assumiu o comando da Família Gambino e depois do encontro de Apalachin, em 1957, e da prisão de Vito Genovese, em 1959, também se tornou o "Chefe dos Chefes" da Comissão, a posição suprema dentro das Cinco Famílias, até sua morte devido a um ataque cardíaco em 15 de outubro de 1976. Durante os quase cinquenta anos que trabalhou no crime organizado nos Estados Unidos, ele serviu apenas vinte e dois meses na cadeia, em 1937, por evasão fiscal. Como chefe dos Gambinos, controlava os sindicatos dos aeroportos de Nova Iorque. Ele manteve a política de tolerância zero nas Cinco Famílias com relação a drogas, mantendo as atividades criminosas focadas em extorsão, agiotagem, apostas ilegais e fraude.